# Hrčeľ
Hrčeľ (bis 1948 slowakisch „Gerčeľ“; ungarisch Gercsely) ist eine Gemeinde im Osten der Slowakei mit 1162 Einwohnern (Stand 31. Dezember 2024), die zum Okres Trebišov, einem Kreis des Košický kraj, gehört. Sie ist Teil der traditionellen Landschaft Zemplín.

## Geographie
Die Gemeinde befindet sich im Südwestteil des Ostslowakischen Tieflands im Tal des Flüsschens Chlmec, etwas nördlich des Kleingebirges Zemplínske vrchy. Das Ortszentrum liegt auf einer Höhe von 135 m n.m. und ist 13 Kilometer von Trebišov entfernt.
Nachbargemeinden sind Zemplínsky Branč im Norden, Novosad im Osten, Kysta im Südosten, Veľká Tŕňa im Süden und Veľaty im Westen.

## Geschichte
Hrčeľ wurde zum ersten Mal 1332 als Gertschol schriftlich erwähnt und hatte schon eine Pfarrei. 1410, als die Ortschaft Gerchel hieß, gehörte sie zum Besitz des Geschlechts Toronay; später kam es zu mehreren Besitzerwechseln und war unter anderem Besitz des Geschlechts Perényi. 1557 hatte das Dorf sieben Porta, 1715 21 verlassene und sieben bewohnte Haushalte. 1787 hatte die Ortschaft 60 Häuser und 417 Einwohner, 1828 zählte man 69 Häuser und 506 Einwohner, die als Köhler und Landwirte beschäftigt waren. 1831 nahmen Dorfbewohner am Ostslowakischen Bauernaufstand teil.
Bis 1918/1919 gehörte der im Komitat Semplin liegende Ort zum Königreich Ungarn und kam danach zur Tschechoslowakei beziehungsweise heute Slowakei. Auf Grund des Ersten Wiener Schiedsspruchs lag er von 1938 bis 1944 noch einmal in Ungarn.

## Bevölkerung
| Jahr                | 1994 | 2004    | 2014     | 2024     |
| ------------------- | ---- | ------- | -------- | -------- |
| Anzahl der Personen | 777  | 798     | 999      | 1162     |
| Unterschied         |      | +2,70 % | +25,18 % | +16,31 % |

| Jahr                | 2023 | 2024    |
| ------------------- | ---- | ------- |
| Anzahl der Personen | 1141 | 1162    |
| Unterschied         |      | +1,84 % |

Nach der Volkszählung 2011 wohnten in Hrčeľ 901 Einwohner, davon 834 Slowaken, 49 Roma sowie jeweils ein Magyare, Pole und Russine. Ein Einwohner gab eine andere Ethnie an und 14 Einwohner machten keine Angabe zur Ethnie.
483 Einwohner bekannten sich zur römisch-katholischen Kirche, 156 Einwohner zur griechisch-katholischen Kirche, 46 Einwohner zur reformierten Kirche, vier Einwohner zu den Zeugen Jehovas und ein Einwohner zur orthodoxen Kirche. 170 Einwohner waren konfessionslos und bei 41 Einwohnern wurde die Konfession nicht ermittelt.

## Bauwerke
- reformierte Kirche aus dem Jahr 1906, erbaut an der Stelle einer im Jahr 1900 abgerissenen klassizistischen Kirche